# Gerona CNT
Gerona CNT va ser un diari portaveu de l'òrgan confederal de la segona regió de la CNT a Girona d'informació i propaganda anarquista. Va néixer durant la Guerra Civil espanyola (1936-1939), el 6 de juny de 1937 i estava escrit en castellà i català. El seu director va ser Grau Salazar i l'objectiu del diari era lluitar contra el feixisme i aixecar la moral dels combatents. La informació que contenia era d'abast local, nacional i internacional, i relacionada amb la Guerra Civil. El diari estava format per quatre pàgines a set columnes, format 578 X 440 mm i constava d'una periodicitat diària. La primera publicació començava així; “GERONA C. N. T. aparece hoy a la luz pública, después de tasca laboriosa de preparación, en la que han tenido que superarse numerosas dificultades técnicas en el montaje” (Gerona CNT, 6 de juny del 1937).
| Gerona CNT         |                            |                            |
| Tipus              | Diari                      | Diari                      |
| Llengua            | Espanyol i català          | Espanyol i català          |
| Data de publicació | 6/6/1937                   | 6/6/1937                   |
| Dissolució         | 28/12/1937                 | 28/12/1937                 |
| Lloc de publicació | Girona                     | Girona                     |
| Cobertura          | Espanya/ Catalunya/ Girona | Espanya/ Catalunya/ Girona |
| Dades i xifres     |                            |                            |
| Periodicitat       | Periodicitat               | Diària                     |
| Tema               | Tema                       | Premsa local               |
| Editor/a           | Editor/a                   | Confederal                 |

## Història
Del 30 d'octubre al primer de novembre de 1910 es va celebrar a Barcelona el segon congrés de Solidaritat Obrera. D'aquest congrés va néixer la Confederació Nacional del Treball (CNT). La constitució de la CNT no va tenir una influència immediata dins del moviment obrer gironí.
Però l'esmentat fins ara no implica que el moviment obrer es trobés aturat, al contrari. Entre el 1910 i el 1918 es van constituir 102 sindicats. Els anys 1914, 1915 i 1918, amb 28, 13 i 22 sindicats creats de bell nou, respectivament, foren els moments capdavanters, amb 44 associacions constituïdes, seguida del Gironès, amb 26 i de la Selva, amb 21. La resta de comarques es trobaven molt per sota.
Del 28 de juny al primer de juliol de 1918 es va celebrar un congrés, en el barri barceloní de Sants, de la Confederació Regional del Treball de Catalunya (CRTC), branca catalana de la CNT. El nombre total d'obrers gironins era de 1946.
El congrés de Sants marcà l'inici d'un ràpid i espectacular creixement del sindicalisme anarquista a tot Catalunya i significà el començament d'una nova era en la història del moviment obrer català.
Malgrat l'expansió del sindicalisme Genetista, la coordinació entre els diversos sindicats gironins era gairebé inexistent. Per aquest motiu, l'octubre de 1919, el Comitè local de la Federació de Sant Feliu de Guíxols proposà d'organitzar una assemblea on anirien tots els indicats de la província. Els seus objectius serien crear un Comitè de Relacions que mantingués sempre en contacte a les diferents organitzacions obreres, coordinés les diverses seccions reivindicatives, crees un fons econòmic comú que ajudés els sindicats en vaga i donés llum a un diari portaveu de la nova organització.
El juliol del 1936, arran de la sublevació militar, es configura una situació ben diferent en referència al món politicosocial i l'autoritat al carrer. Un dels fenòmens més nous és el de les apropiacions de les publicacions, de les empreses periodístiques, de les impremtes, redaccions i capçaleres de publicacions periòdiques. S'afecta a tot el món comunicatiu de la Catalunya del 1936, el qual serà transformat en la seva propietat. Dins d'aquest moviment van començar a tenir lloc les apropiacions a les comarques arreu de Catalunya. Les apropiacions al país van ser generals a totes les ciutats de Catalunya, hi haguera o no diaris (impremtes, setmanaris, etc.). Totes aquelles publicacions que durant la Segona República havien destacat pel seu conservadorisme, mostrant-se crítiques amb els governs d'esquerra, van desaparèixer immediatament del mapa periodístic. Així, diaris gironins de tan llarga tradició, es veieren forçats per circumstàncies adverses al seu pensament polític a renunciar a la seva tasca i abandonar material i maquinària en mans de les organitzacions obreres, les quals assoliren el poder per primera vegada.
Hi va haver molts canvis de títol i llengua i hi ha casos dubtosos de diaris com és el diari Gerona CNT. Dins d'aquest context històric de les apropiacions a les comarques i durant el transcurs de la Guerra Civil espanyola (1936-1939) amb la intenció de lluitar contra el feixisme i aixecar la moral dels combatents, la CNT  va crear el diari Gerona CNT com a substitució del diari de Girona. La primera publicació va tenir lloc el dia 6 de juny de l'any 1937 i l'arxiu municipal de Girona afirma que el diari durant el seu transcurs va emetre un total de 172 publicacions. La publicació constava de diverses seccions entre les quals es parlava del municipi de Girona, on s'informava del que havia passat durant la setmana i on es tractaven temes de caràcter nacional, internacional i local. Com ja indicava el nom del diari, la temàtica que aquest tractava era de caràcter polític i d'accions diverses vinculades en l'àmbit de la CNT i la FAI. També cal destacar que hi ha diverses pàgines en blanc dins d'algunes publicacions a causa de la censura exercida contra el diari publicat l'any 1937 on les restriccions produïdes per la Guerra Civil eren molt presents.
El diari acaba el dia 28 de desembre del mateix any 1937 i no se'n saben les raons.

## Relació de directors, redactors i col·laboradors
El seu director va ser Grau Salazar i la resta de la plantilla de treballadors- com Floreal Rovira, J. Juan Domènech i José Cabanas, entre altres- va ser molt flotant a causa de la Guerra, fet que també va provocar canvis de format en el diari. No es disposa de cap mena d'informació dels col·laboradors o dels principals reactors. Josep Juan i Domènech (Barcelona, 1900-1979) fou un Anarco-sindicalista conegut com a Josep J. Domenèch. Obrer del ram del vidre, fou president del Sindicat del Vidre de Barcelona de la CNT i de la Federació Nacional del mateix ram. També fou secretari de la CRTC (gener 1936).